# Kumta
Kumta är en ort i Indien.   Den ligger i distriktet Uttar Kannada och delstaten Karnataka, i den sydvästra delen av landet, 1 600 km söder om huvudstaden New Delhi. Kumta ligger 37 meter över havet och antalet invånare är 27 999.
Terrängen runt Kumta är huvudsakligen platt, men norrut är den kuperad. Havet är nära Kumta åt sydväst. Runt Kumta är det tätbefolkat, med 266 invånare per kvadratkilometer. Kumta är det största samhället i trakten. Trakten runt Kumta består till största delen av jordbruksmark.